# Rue Bourgon
La rue Bourgon est une voie située dans le quartier de la Maison-Blanche du 13e arrondissement de Paris.

## Situation et accès

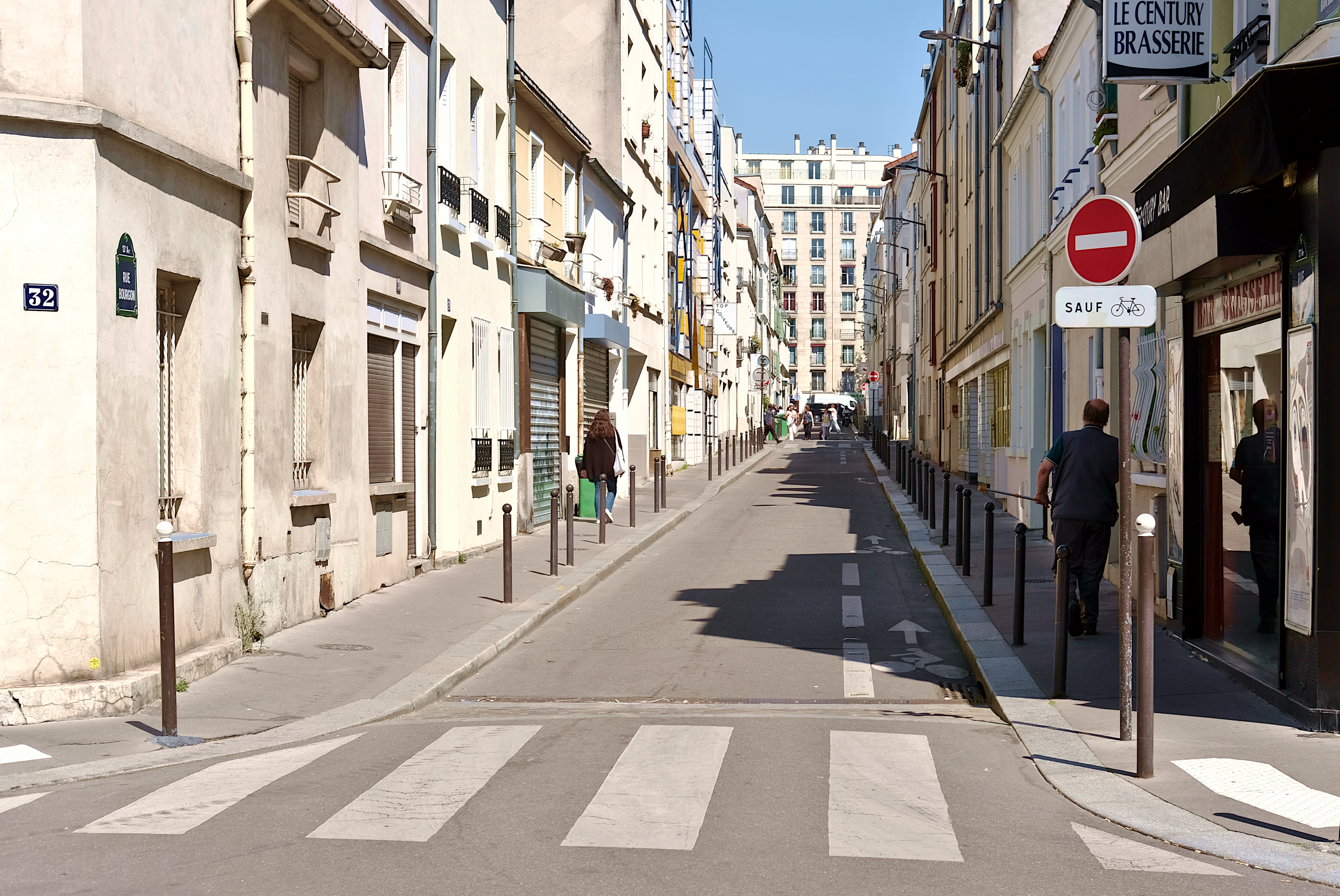
Autre vue de la rue : en direction de l'avenue d'Italie.

La rue Bourgon est desservie à proximité par la ligne 7 à la station Maison Blanche et la ligne de tramway 3a.

## Origine du nom
Elle porte le nom d'un propriétaire local.

## Historique
Cette ancienne voie située sur la commune de Gentilly, dénommée « rue de Mazagran » en l'honneur de la bataille de Mazagran de 1840, est classée dans la voirie parisienne en vertu d'un décret du 23 mai 1863, avant de prendre sa dénomination actuelle par un décret du 10 août 1868 :
Décret du 10 août 1868
« Napoléon, etc., 

Sur le rapport de notre ministre secrétaire d’État au département de l'Intérieur,
Vu l'ordonnance du 10 juillet 1816 ;
vu les propositions de M. le préfet de la Seine ;
Avons décrété et décrétons ce qui suit :
Article 9. — 
L'avenue en cours d'exécution entre la place d'Italie et la rue de Gentilly, recevra le nom d'avenue de la Sœur-Rosalie.
La voie latérale au chemin de fer de Ceinture entre le chemin de fer d'Orléans et la rue de Patay, celui de rue Regnault.
La voie dite rue du Transit, ouverte ou en cours d'exécution, dans le 13e arrondissement, recevra la dénomination de rue de Tolbiac.
La rue du Bel-Air prendra le nom de rue Damesme.
La rue de Mazagran, celui de rue Bourgon.
etc.
Article 17. — Notre ministre secrétaire d'État au département de l'Intérieur est chargé de l'exécution du présent décret.
Fait au palais de Fontainebleau, le 10 août 1868. »
Cette voie est comprise dans la zone des anciennes carrières.

## Bâtiments remarquables et lieux de mémoire

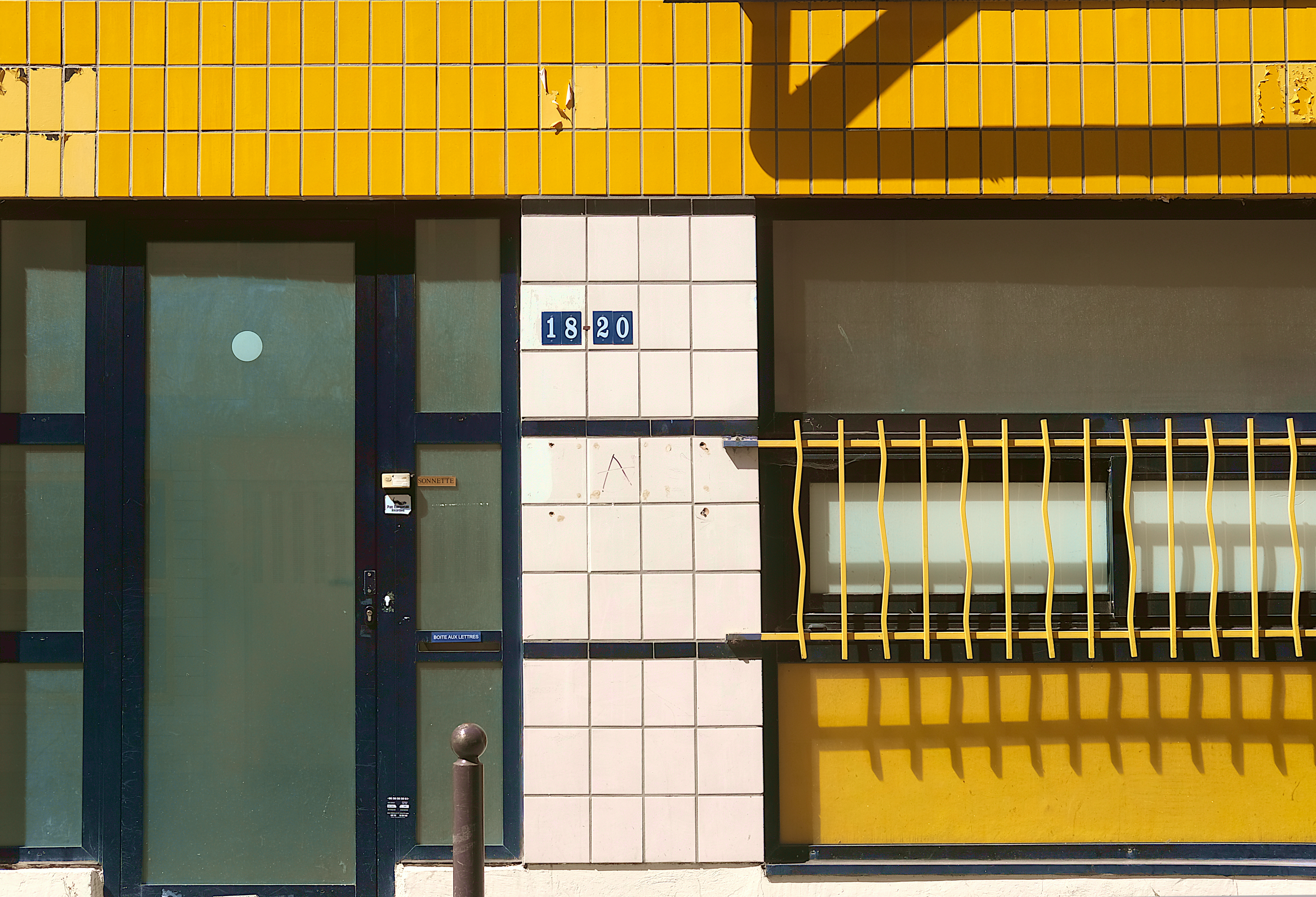
Façade des n°18 et 20.